# Lašva (Zenica)
Pour les articles homonymes, voir Lašva.
Lašva (en cyrillique : Лашва) est un village de Bosnie-Herzégovine. Il est situé sur le territoire de la ville de Zenica, dans le canton de Zenica-Doboj et dans la fédération de Bosnie-et-Herzégovine. Selon les premiers résultats du recensement bosnien de 2013, il compte 458 habitants.

## Géographie
Le village est situé au bord de la Lašva, à la confluence de cette rivière et de la Bosna (un affluent de la Save).

## Démographie

### Évolution historique de la population dans la localité
| 1948 | 1953 | 1961 | 1971 | 1981 | 1991 | 2013 |
| ---- | ---- | ---- | ---- | ---- | ---- | ---- |
| -    | -    | 317  | 354  | 260  | 693  | 458  |

|  |

### Communauté locale
En 1991, la communauté locale de Lašva comptait 1 177 habitants, répartis de la manière suivante :